# أحلام شقية
أحلام شقية مسرحية اجتماعية للكاتب السوري سعد الله ونوس تدور أحداث المسرحية حول قضايا تهم المرأة.

## قصة
تدور الأحداث في مسرحية أحلام شقية حول السيدة ماري العجوز التي لم تنجب وتتعلق بطالب جامعي وتتبناه فيبحث زوجها عن وسيلة لكي يبعده عنها خوفا على ميراثه في البيت الذي تملكه فيلتجأ إلى الضابط المكتري بحجة أن الشاب خطر على زوجته التي كانت تحبه فعلا وينجح الرجلان في فرض ارادتهما فتحاول المرأتان الانتقام عبر تسميم العشاء ولكن ابن الضابط كان أول من أكل فمات، وهكذا تدور الأحدات في المسرحية السورية أيام شقية.